# Chaco (prowincja)
Chaco – argentyńska prowincja znajdująca się na północy kraju, blisko granicy z Paragwajem. Jej stolicą jest Resistencia. Drugim co do znaczenia miastem prowincji jest Sáenz Peña.
Prowincja graniczy na zachodzie z Salta i Santiago del Estero, Formosa na północy i wschodzie, od południowego wschodu z Corrientes i Republiką Paragwaju oraz Santa Fe na południu.
Gospodarka Chaco opiera się głównie na wyrębie lasu i produkcji bawełny
Prowincja podzielona jest na 25 departamentów.